# Buque Ernesto Tornquist
El buque factoría Ernesto Tornquist fue un barco a vapor que en su última etapa sirvió en la flota ballenera de la Compañía Argentina de Pesca de Buenos Aires. Naufragó frente a las costas de la Isla Georgia del Sur el 16 de octubre de 1950.

## Historia
El Craftsman fue un vapor construido en el astillero Charles Connell & Company Co. Ltd. de Scotstoun, Escocia, en 1897, para la firma Charente S. S. Company (Thos. & Jas. Harrison), de Liverpool. Empezó a navegar el 14 de abril de 1897.
Su arqueo era de 6,196 GRT y 4,030 NRT y estaba equipado con un motor a vapor compuesto de tres cilindros construido por Dunsmuir & Jackson Ltd., Govan (Escocia). Las dimensiones del buque eran de 137,16 pies de eslora, 15,97 pies de manga y 10,29 pies de puntual.
En 1919, pasó a pertenecer a la Steam Navigation Company of Canada Ltd. - Japp, Hatch & Co., de Liverpool y fue rebautizado como Hampstead Heath. En 1923, se reconvirtió a buque factoría ballenero, propiedad de H. A. Christensen A/S, de Sandefjord y tomó el nombre de Kommandoren. En 1926, fue propiedad de Hvalfanger A/S Vega - H. A. Christensen. En 1927, la Compañía Argentina de Pesca (Buenos Aires) adquirió el buque, que pasó a llamarse Ernesto Tornquist. Fue una factoría de ballenas hasta 1931, y después se convirtió en un barco de transporte.

## Naufragio
En 1950, el buque, comandado por el capitán A. Ferro, se dirigía a la estación ballenera de Grytviken, en la isla de Georgia del Sur, con una carga de petróleo y reserva de alimentos. A bordo iban 208 pescadores y 51 hombres de tripulación. El 16 de octubre de 1950, chocó contra las rocas de cabo Constanza en medio de un vendaval. Se perdió el control de la hélice y el timón, lo que les dejó a la deriva. Durante nueve horas emitieron llamadas de emergencia sin respuesta, hasta que se captó la llamada y tres balleneros acudieron a su rescate, aunque no pudieron actuar a causa de una tormenta. 
La tripulación del Ernesto Tornquist consiguió abandonar la nave en botes salvavidas y llegar a la costa de la isla de Georgia del Sur, donde se refugiaron en una playa rocosa y cubierta de nieve. Finalmente, el buque Harpón, propiedad también de la Compañía Argentina de Pesca, rescató a la tripulación del buque accidentado. El Ernesto Tornquist se partió y sus restos permanecieron durante años en la bahía. Los tripulantes permanecieron en la estación ballenera de Gryviken hasta el 31 de octubre, cuando partieron a Buenos Aires.